# GitHub
GitHub este un serviciu de găzduire web pentru proiecte de dezvoltare a software-ului care utilizează sistemul de control al versiunilor Git. GitHub oferă planuri tarifare pentru depozite private, și conturi gratuite pentru proiecte open source. Site-ul a fost lansat în 2008 de către Tom Preston-Werner, Chris Wanstrath, și PJ Hyett. În 2018 Microsoft a cumpărat Github pentru 7.5 miliarde de dolari.

## Vezi și
- Open Library